# ワシントンの神格化

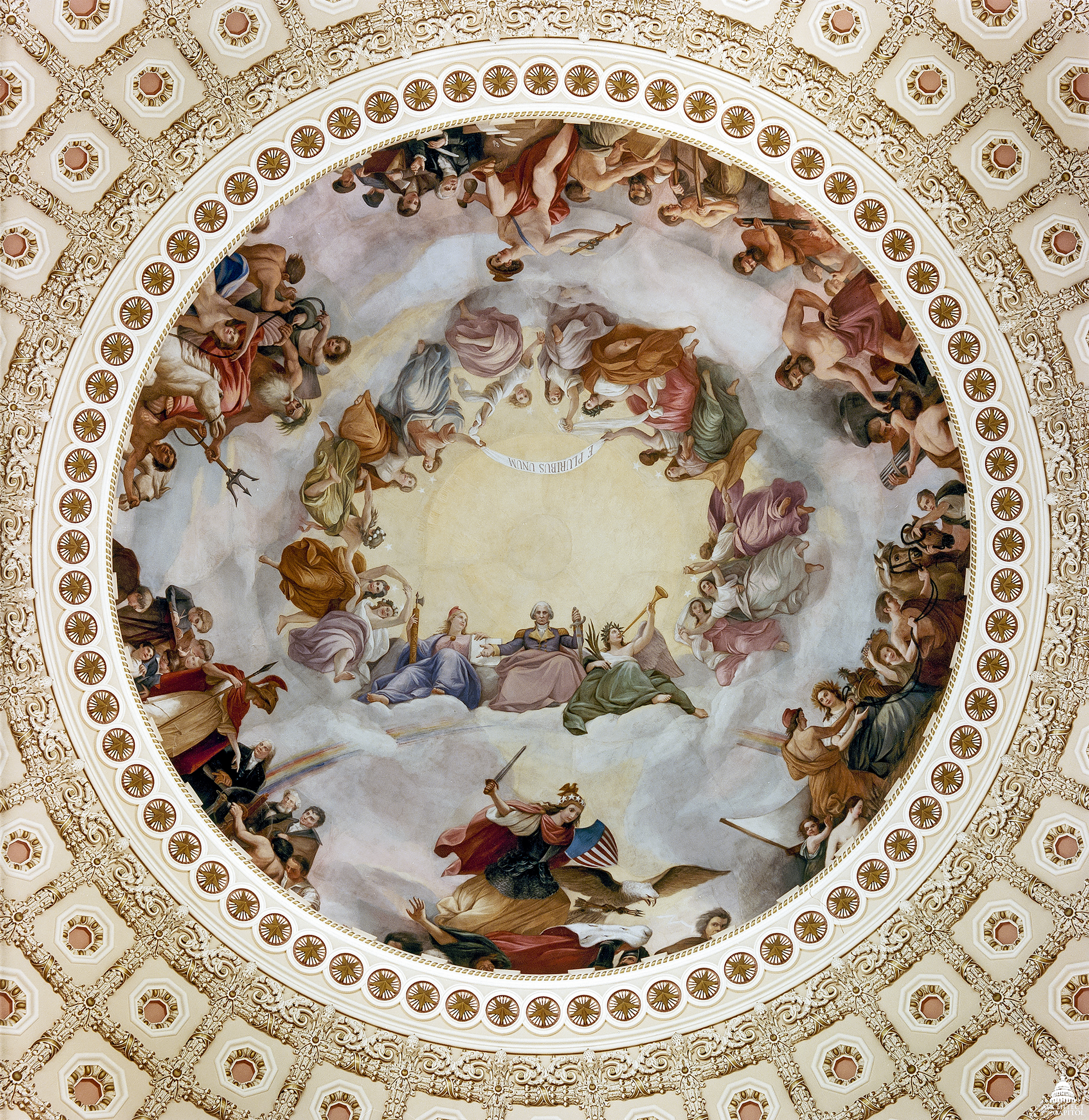
アメリカ合衆国議会議事堂のロタンダの天井に描かれた『ワシントンの神格化』

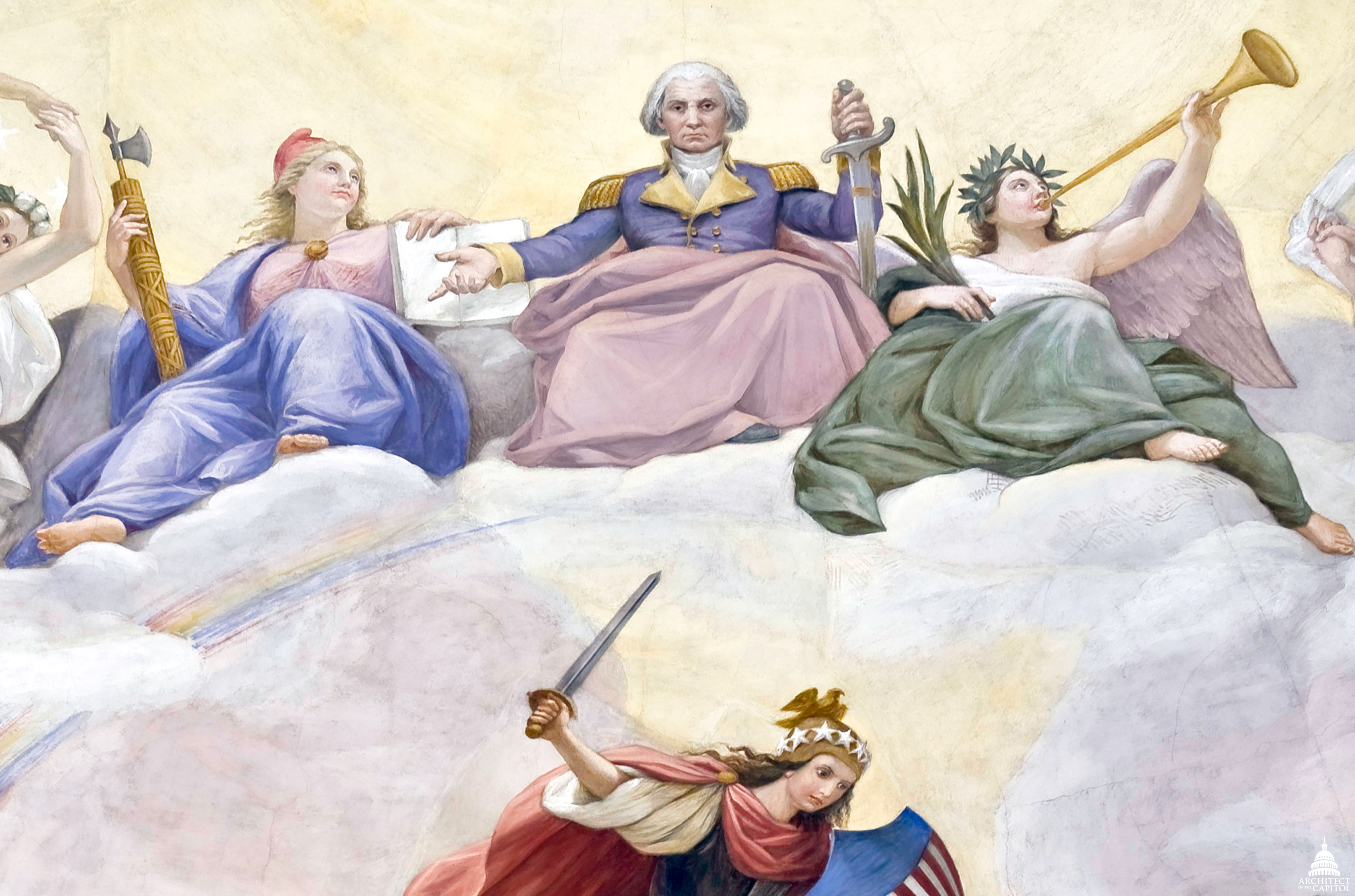
ジョージ・ワシントンの部分の拡大

『ワシントンの神格化』（ワシントンのしんかくか、The Apotheosis of Washington）は、ギリシャ系イタリア人画家のコンスタンティノ・ブルミディが1865年にアメリカ合衆国議会議事堂のロタンダのドームの天井に描いたフレスコである。

## 作品
この作品は、ロタンダの床から約55メートルの高さにあり、その面積は約433平方メートルである。描かれた人物の大きさは、最大で約5メートルである。このドームは1863年に完成し、ブルミディは1865年の南北戦争の終結後から11か月かけてこの作品を描いた。ブルミディは報酬として4万ドル（現在の貨幣価値で約80万ドル）を受け取った。
ブルミディはバチカンにおいて教皇グレゴリウス16世の下で3年間働いたほか、トルローニャ家など複数の貴族の宮殿や別荘で画家として働いた。1852年にアメリカに渡り、それから25年間は合衆国議会議事堂で働いた。『ワシントンの神格化』のほか、議事堂上院棟1階の回廊の装飾も手掛けており、この回廊はブルミディ回廊と呼ばれている。

## 図像

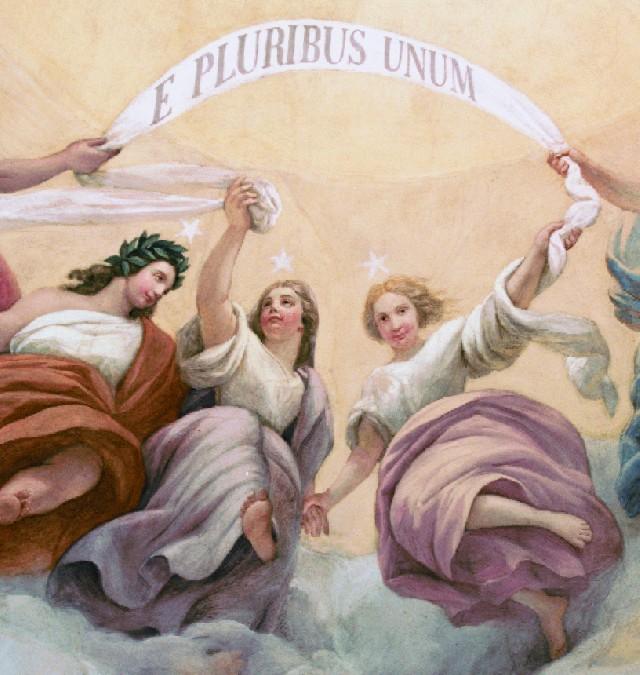
ワシントンの反対側に描かれた、"E Pluribus Unum"（ラテン語で「多数から一つへ」）と書かれたバナー

この作品の中央には、アメリカ独立戦争の大陸軍の司令官であり初代アメリカ合衆国大統領であるジョージ・ワシントンが荘厳な姿で天界に座って下界を眺めている様子が描かれており、タイトルの通りワシントンが神格化されている。ワシントンの周囲には、ローマ神話の神々が寓話的に描かれている。
ワシントンは、古代ローマの将軍が凱旋時にまとった紫色の布を身に着けており、その足元には虹がかかっている。ワシントンの向かって左には自由の女神リバティが描かれている。リバティが被る赤いフリジア帽（リバティ・キャップ）は解放の象徴であり、古代ローマ時代に奴隷を解放する際にフェルト帽を与えていたことに由来する。リバティは右手にファスケスを、左手に開いた本を持っている。ワシントンの向かって右には、緑色の布を身に着けてラッパを吹く勝利の女神ヴィクトリアが描かれている。
中央で円状に座っている人物のうち、ワシントンと2人の女神を除く13人の乙女たちは、アメリカ建国当初の13植民地を表している。そのうち何人かは顔を背けており、これはこの絵が描かれた当時連邦から離反していた州を示す。ワシントンの反対側には、"E Pluribus Unum"（ラテン語で「多数から一つへ」）と書かれたバナーが掲げられている。
天井画の周囲には、国家の概念を寓話的に表現した6つの場面が描かれている。ワシントンが描かれている側から時計回りに「戦争」「科学」「海事」「商業」「機械」「農業」を表す。周囲の絵は、議会の議場からは完全には見えない。
| 画像 | 説明 |
| ---- | --- |
|      | 戦争 ワシントンの真下には、擬人化された自由(freedom)が描かれている。自由は右手に剣を持ち、左手にに持つ盾と被っている兜を併せて星条旗の柄になっている。自由は、僭主と王権の象徴を踏みつけている。自由の右には、アメリカ合衆国の国章を思わせる、矢を持ったハクトウワシが描かれている。(アメリカ合衆国を擬人化した女性であるコロンビアと解釈する人もいる。) |
|      | 科学 ローマ神話の工芸と知恵の神であるミネルヴァが発電機を指し示している。その横にはその電気を充電するための蓄電池が描かれている。これらはアメリカの偉大な発明の象徴である。その背後には、ベンジャミン・フランクリン、サミュエル・モールス、ロバート・フルトンが描かれている。ミネルヴァの左では、ディバイダの使い方を教師が生徒に実演している。          |
|      | 海事 三叉の矛を持ち海藻の冠を被ったローマ神話の海神ネプチューンが、ヒッポカムポス（海馬）に引かせた貝殻の戦車に乗っている。海から生まれた愛の女神であるヴィーナスが、大西洋横断電信ケーブルを敷設している。背後には、煙突がついた鉄甲艦が描かれている。                                                                                                  |
|      | 商業 ペタソスを被りケーリュケイオンを持ったローマ神話の商業の神マーキュリーが、独立戦争の財政官ロバート・モリスに金袋を手渡している。その左では、男たちが箱を台車に乗せようとしている。右側には錨と船員が描かれ、その右の「海事」の絵へと視線を誘導している                                                                                              |
|      | 機械 ローマ神話の火と鍛冶の神ヴァルカンが、砲弾（球形弾）の山の横に置かれた大砲に足を乗せ、ハンマーを持って金床の横に立っている。その背後には蒸気機関がある。ヴァルカンの右側に立つ鍛冶屋の男は、議会議事堂のドーム建設時の鉄工監督のチャールズ・トーマスであると考えられている。                                                                        |
|      | 農業 小麦の冠と豊穣のシンボルであるコルヌコピアを持ったローマ神話の農業の神ケレスが、機械式刈取機の上に座っている。手綱を持ちリバティ・キャップを被った人物は、建国間もないアメリカの擬人化である。その前では、ローマ神話の春の女神フローラが花を集めている。                                                                                            |